# Kiên nhẫn

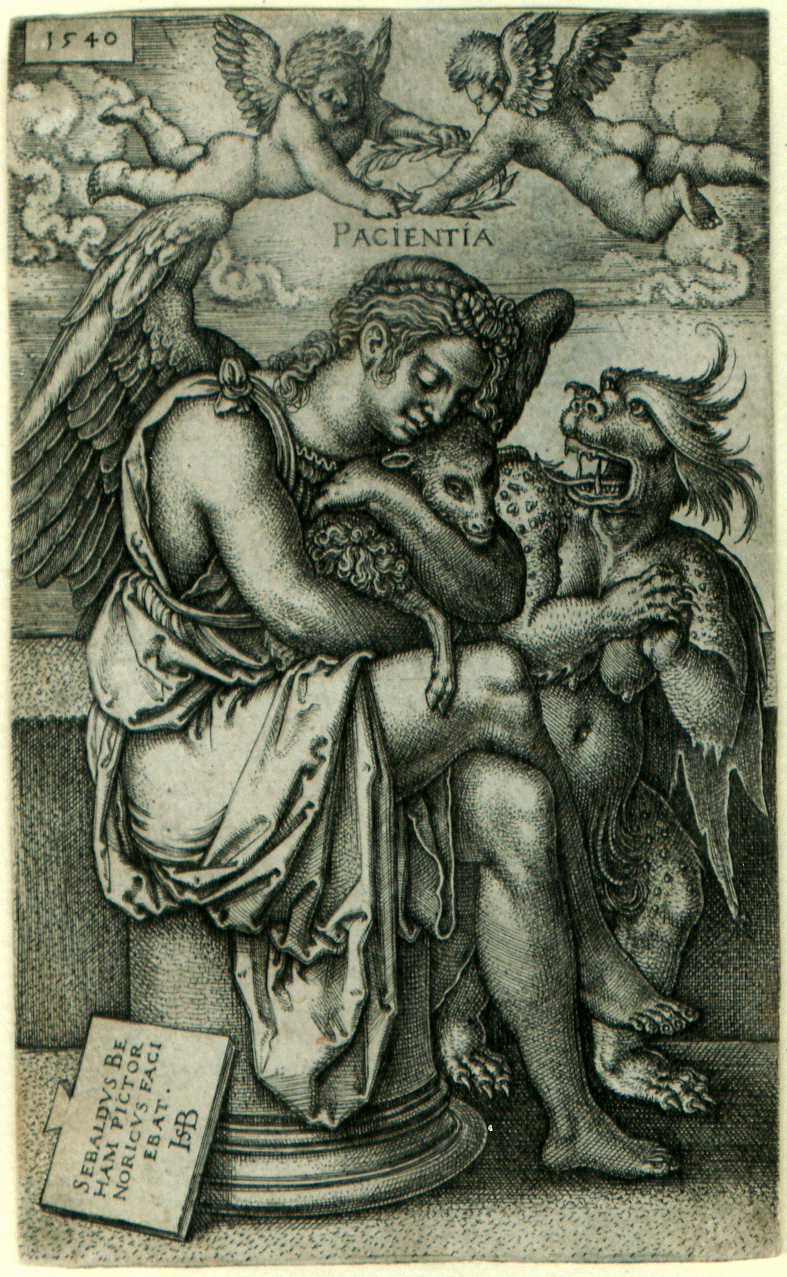
Kiên nhẫn, bức chạm trổ bởi Hans Sebald Beham, 1540

Kiên nhẫn (hay nhẫn nại) là trạng thái của sự chịu đựng trong những tình huống khó khăn, có nghĩa là cố gắng, mặc kệ những khó khăn gian nan mà đối mặt với sự chậm trễ hoặc hành động khiêu khích mà không biểu hiện sự khó chịu hoặc giận dữ một cách tiêu cực; hoặc kiên nhẫn khi gặp căng thẳng, đặc biệt khi đối mặt với sự khó khăn lâu dài. Kiên nhẫn là mức độ một người có thể chịu dựng trước khi chuyển biến tiêu cực. Từ này cũng được dùng để chỉ những người có đặc điểm kiên định. Từ trái nghĩa bao gồm vội vã và hấp tấp vội vàng
hung hăng.